# Calle Mayor

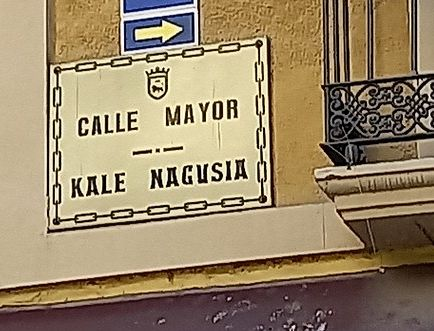
Rótulo de una calle de Pamplona, Navarra.

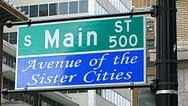
South Main Street en Tulsa, Oklahoma

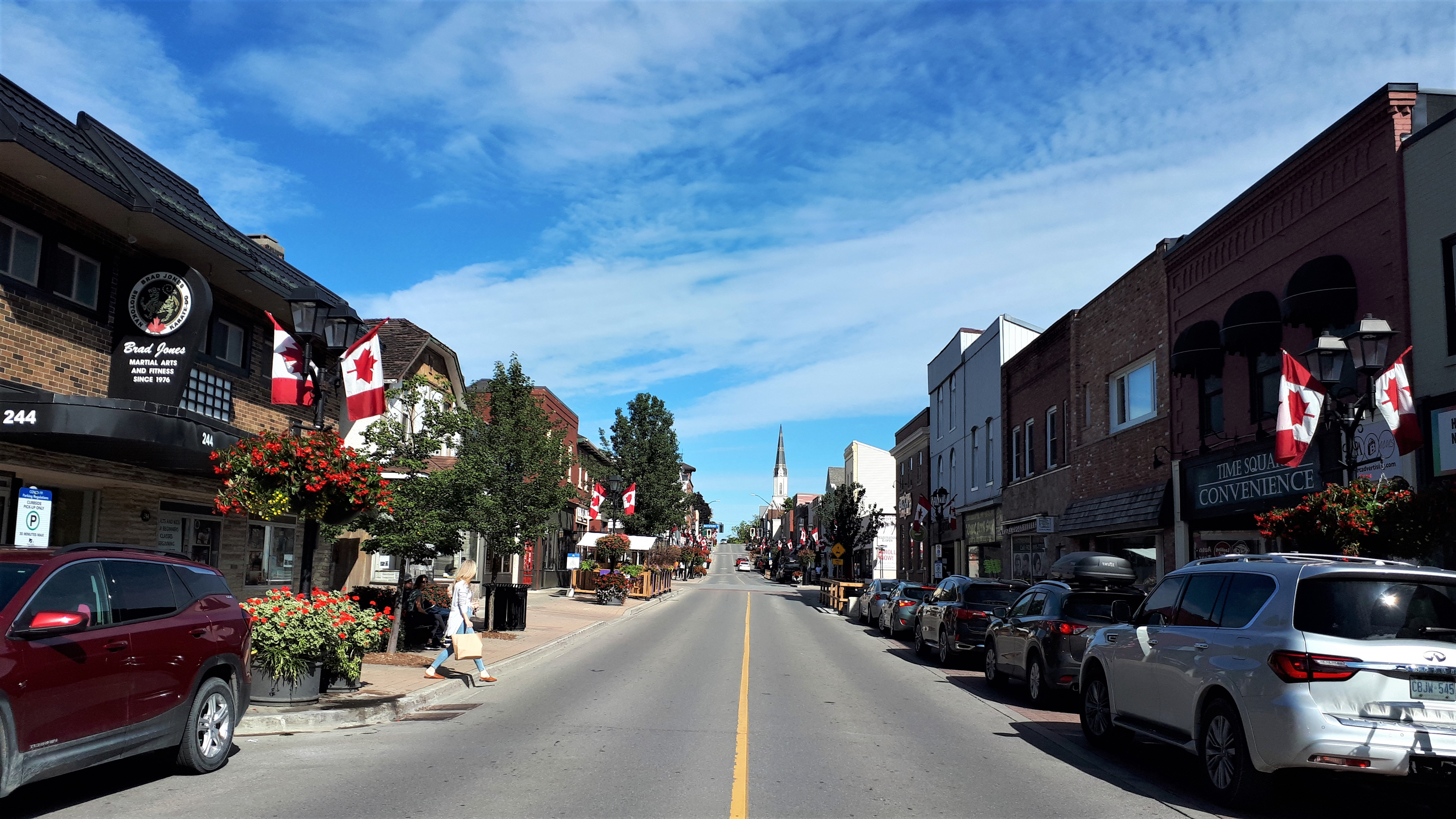
Main Street, Newmarket (Ontario), Canadá

Calle Mayor o calle Ancha es el nombre genérico dado en español a la vía principal de un pueblo o ciudad durante la Edad Media y parte de la Edad Moderna.  Mientras en Roma fue la vía Sacra, en ciudades antiguas como Córdoba o Sevilla se ha perdido una denominación genérica, aunque se conserva la de calle Mayor de San Lorenzo, calle Ancha de la Magdalena, es decir, la vía principal de una collación medieval. 
En ciertos territorios de habla inglesa se llamó Main Street, y el término puede ser utilizado para hablar de un nombre oficial o por metonimia.
En la cultura norteamericana ”Main Street” se refiere a un lugar que expresa los valores tradicionales, un lugar donde se encuentran los edificios principales como el ayuntamiento, la oficina de correos, la biblioteca, el juzgado, los comercios, bancos, etcétera y es donde se desarrolla la vida social. En campañas electorales, se ha utilizado "Main Street" en contraposición a "Wall Street", para hablar de clases populares en el primer caso y de la élite en el segundo.